# Sótades (alfarero)

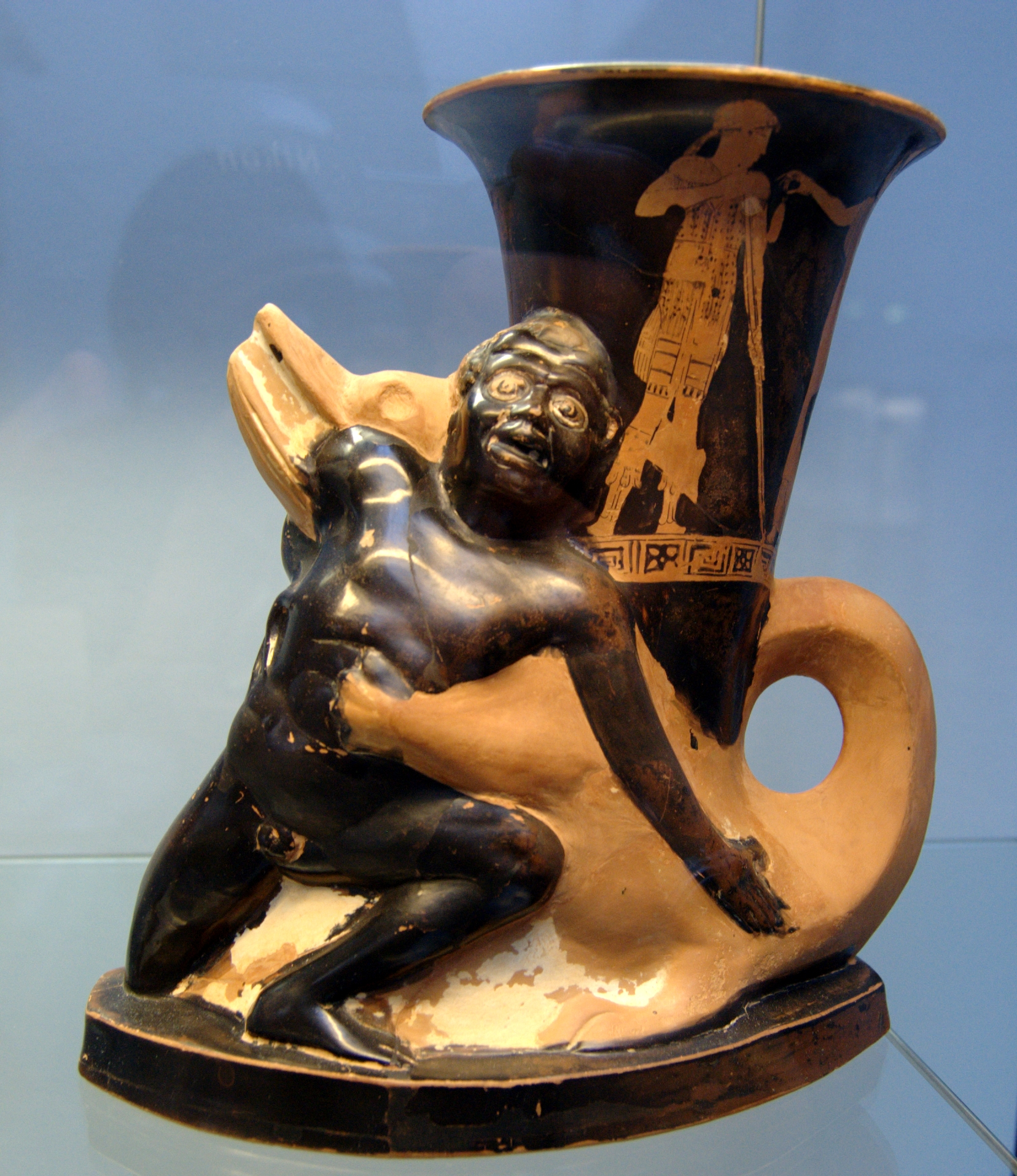
Ritón ático, que representa un cocodrilo y un joven negro, alfarero: Sótades, Staatliche Antikensammlungen 6203, Múnich

Sótades (en griego antiguo: Σωτάδης) fue un alfarero ático, activo alrededor de mediados del siglo V a. C..
Fue uno de los alfareros griegos antiguos más originales e imaginativos.
Sus firmas seguidas del verbo epoiesen o epoeie (‘hecho’) se encuentran en nueve vasos de cerámica ática del período inmediatamente anterior y posterior a mediados del siglo V a. C. Esto ha llevado a los estudiosos a concluir que Sótades debe haber sido solo un alfarero y probablemente el propietario de un taller, y el pintor que colaboró con él ha sido designado con el nombre convencional de Pintor de Sótades.
Aparte de un grupo de bellos kílices (copas) con pintura de fondo blanco encontradas en tumbas atenienses y cerámica con forma de astrágalo de Egina, sus vasos consisten principalmente en fíalas, mastos y ritones, vasos de forma inusual que eran una especialidad de su taller. Un ritón es un tipo de "embudo" (a veces un recipiente), generalmente con forma de cabeza de animal (forma zoomorfa). El vino vertido desde una jarra ( enócoe) al ritón fluía a través de un pico desde un agujero en el fondo (en ceremonias rituales, hacia la fíala inferior; estas escenas se representan en numerosas pinturas de vasos y relieves de mármol. La cerámica de Sótades era muy codiciada. Sus vasos se han encontrado en Atenas (12 piezas), en la cercana Egina (1), en Rodas (1) y en otros lugares de la Antigua Grecia  (2), pero también en el santuario de Afrodita de Pafos (Chipre) y en el Cabirio de Tebas (Beocia); fuera de las fronteras de Grecia se han encontrado (oficial o ilegalmente) en el territorio del sur de Italia, en la llamada Magna Grecia (Capua 8, Locri 4, Nola 3, Vico Equense 1, Camarina 1, Rutigliano 1, Ruvo 1), en Etruria, (Spina, Numana y Vilci 1 cada uno) y el sur de Rusia (1), así como en Persia aqueménida (Susa 2, Babilonia 1) e incluso en Egipto (Menfis 1, Enhasa 1, Meroe 1). Reproducciones de sus ritones se produjeron y vendieron en el sur de Italia durante al menos otro siglo.
Entre sus obras notables se encuentra la Múnich (Staatliche Antikensammlungen 6203): Ritón figurativo de un joven negro y un cocodrilo atacándolo, realizado alrededor del 460/450 a. C. El cocodrilo hunde sus dientes en la mano derecha del joven y lo sujeta con sus patas delanteras. La víctima tiene una rodilla rota y grita de dolor, como lo indica su boca abierta. Sus ojos desorbitados, especialmente llamativos por el blanco opaco, y su brazo izquierdo extendido con impotencia dejan claro su desesperada situación. El vaso se ensancha en forma de embudo desde el lomo del animal hacia arriba. Hoy en día, el cuerpo del cocodrilo está hecho principalmente de arcilla, con solo una parte de pintura blanca mate. Originalmente, los colores debieron ser más impactantes. De estos, otro de sus ritones de Boston (Boston, Massachusetts) (Museo de Bellas Artes, 98.881) y Parísa (Musée du Petit Palais 360) Se sabe que el cocodrilo estaba originalmente pintado de verde. Es posible que sus dientes fueran originalmente blancos y su lengua roja. Sótades también eligió motivos de países extranjeros con evidente acierto; además del grabado del cocodrilo, también se conoce el grabado de Londres (Museo Británico 1873, 0820.289: Ritón con forma de "pigmeo" (enano) cargando una grulla muerta. Los griegos asociaban a los cocodrilos y a los nubios con Egipto, que conocían al menos desde el siglo VII a. C. gracias a las descripciones de comerciantes, mercenarios y viajeros griegos.
Otra obra maestra de este artista se encuentra en Londres (Museo Británico 1892.7-18.1): Kílix de rojo coral y en el interior del recipiente pintura sobre fondo blanco, descubierto en Atenas (adquirido en 1892). Este pequeño y singular kílix presenta una base poco profunda, asas alargadas, un tallo relativamente corto y delicado que se ensancha formando un pie discoidal, y es mucho más ancho que alto. Su diseño, elegante e increíblemente delicado, se deriva de la metalistería. Todo el exterior de esta copa era originalmente de color rojo coral. El borde exterior está cubierto con un vidriado negro bien conservado, al igual que las partes exteriores de las asas; el vidriado rojo coral cubría antiguamente el borde del pie. El exterior rojo coral (ahora fragmentado) de esta copa es muy raro. Una pintura fragmentaria de vaso sobre fondo blanco (que representa a una mujer alcanzando una manzana, probablemente una Hespérides, del pintor Sótades) se complementa en su interior con la firma incompleta del alfarero «[SOT]ADES EPOIESEN» (‘Sótades me hizo’), escrita en dos líneas con letras más pequeñas en la zona inferior de la imagen. Estrechas franjas negras y rojo coral en el borde rodean el interior de la copa.

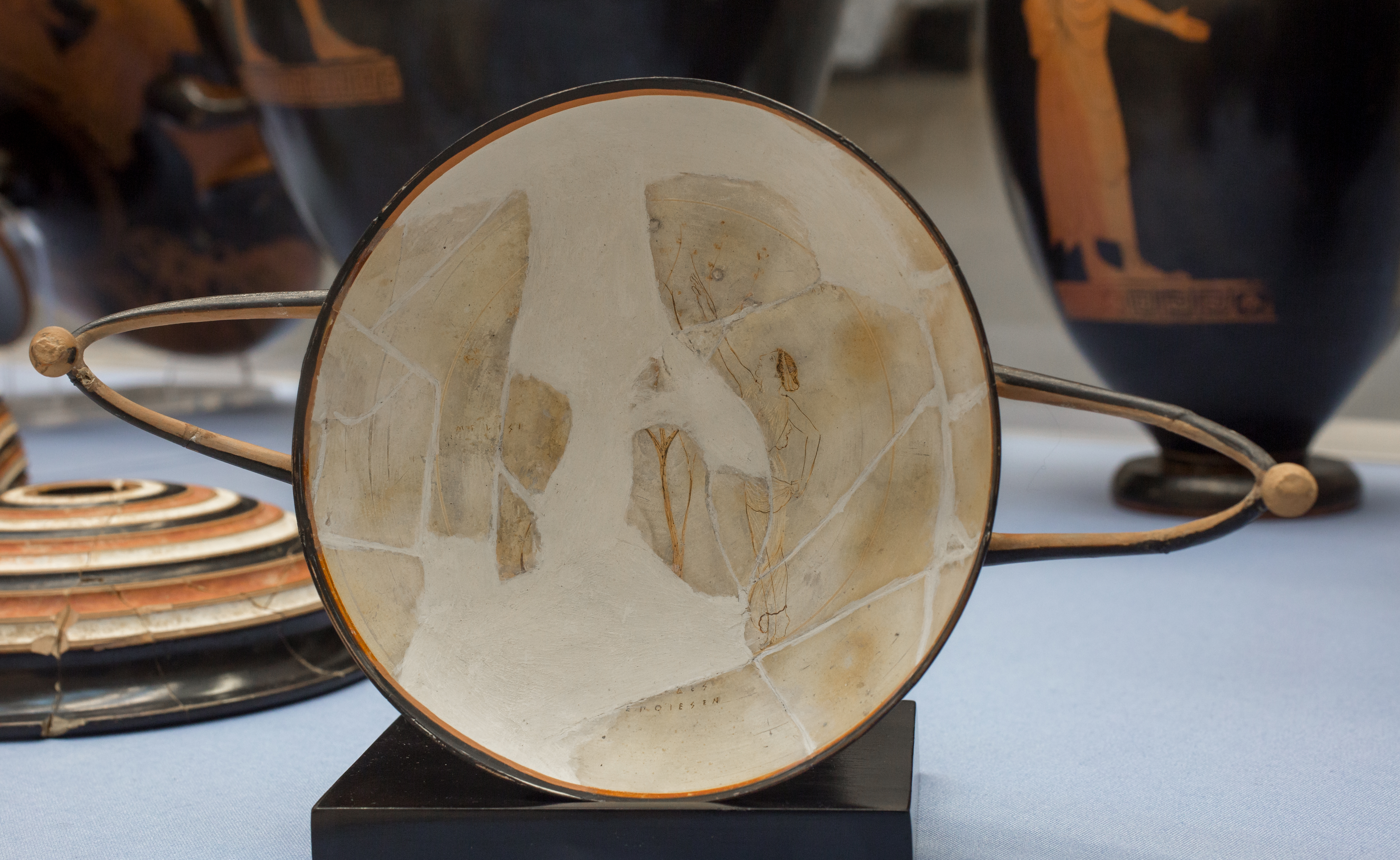
Kílix de color coral con fondo blanco en el interior del recipiente, firma del alfarero Sótades (SOT)ADES EPOIESEN
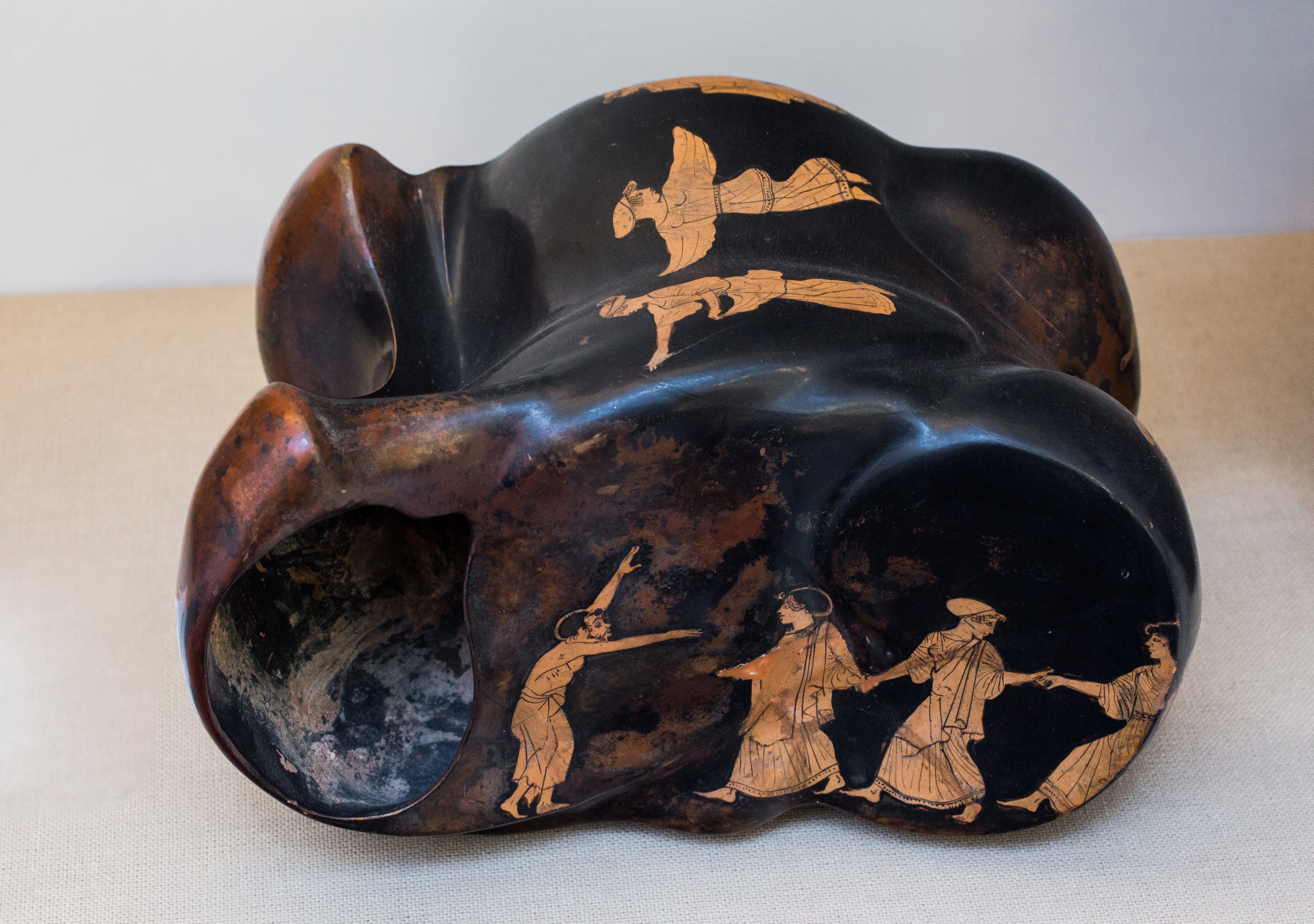
Astrágalo de cerámica de figuras rojas, aproximadamente 460 a. C., Museo Británico 1860,1201.2, Londres
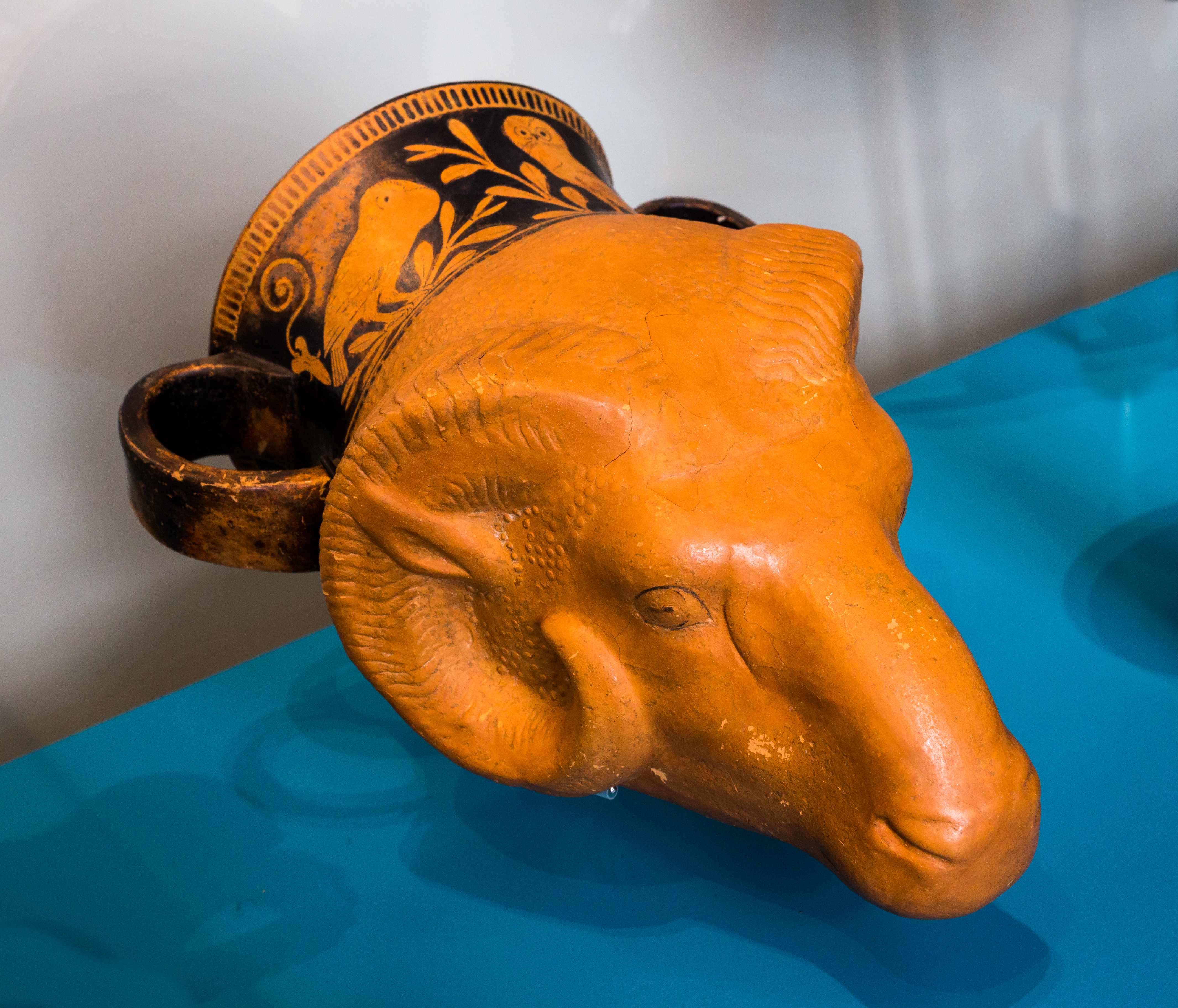
Ritón ático de figuras rojas en forma de cabeza de carnero, ca. 460 a. C., Museo de Artes y Oficios de Hamburgo, Antikensammlung 1977.220, Hamburgo
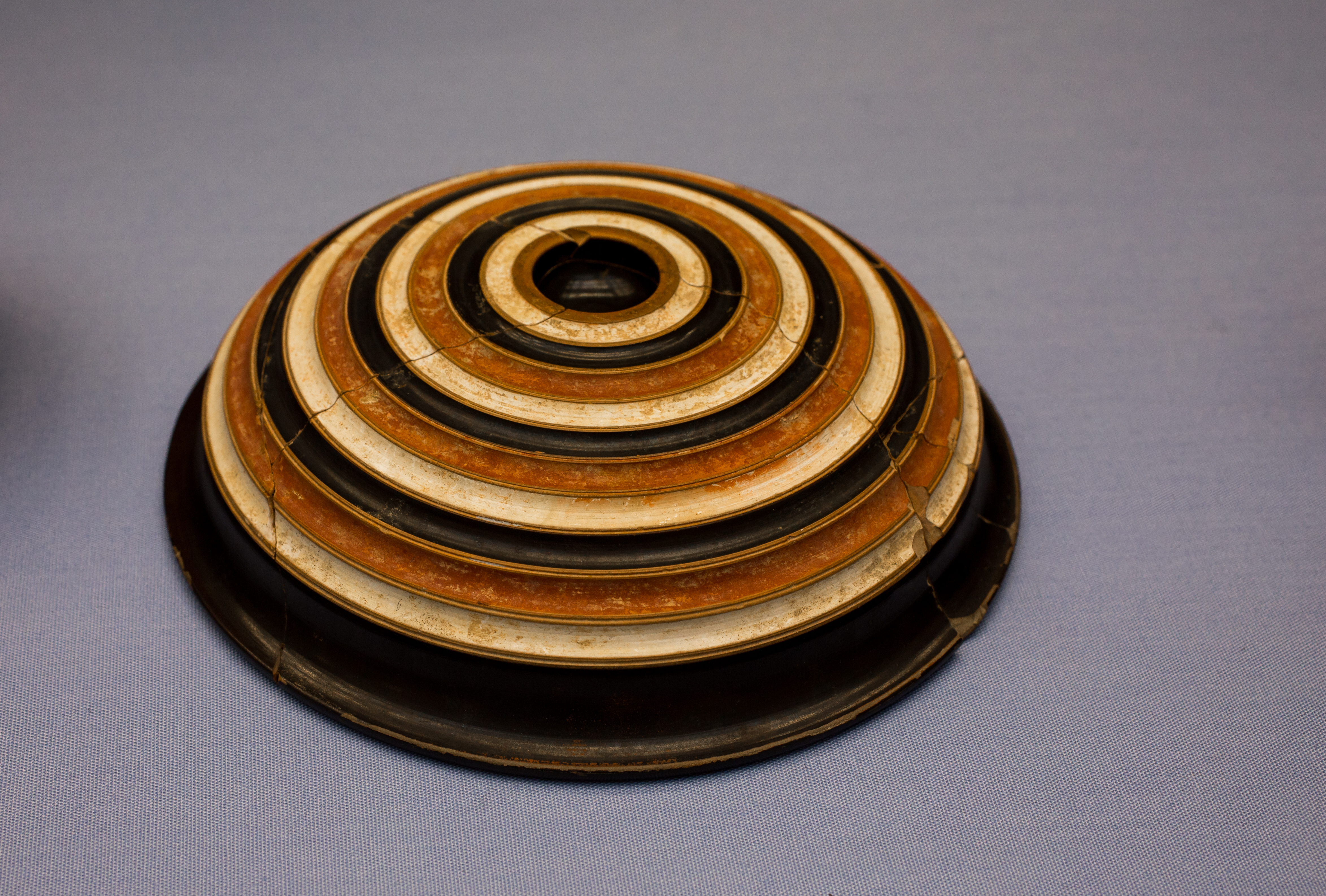
Fíala de cerámica ática policromada con la firma SOTADES EPOIE, Museo Británico 1894,0719.2, Londres
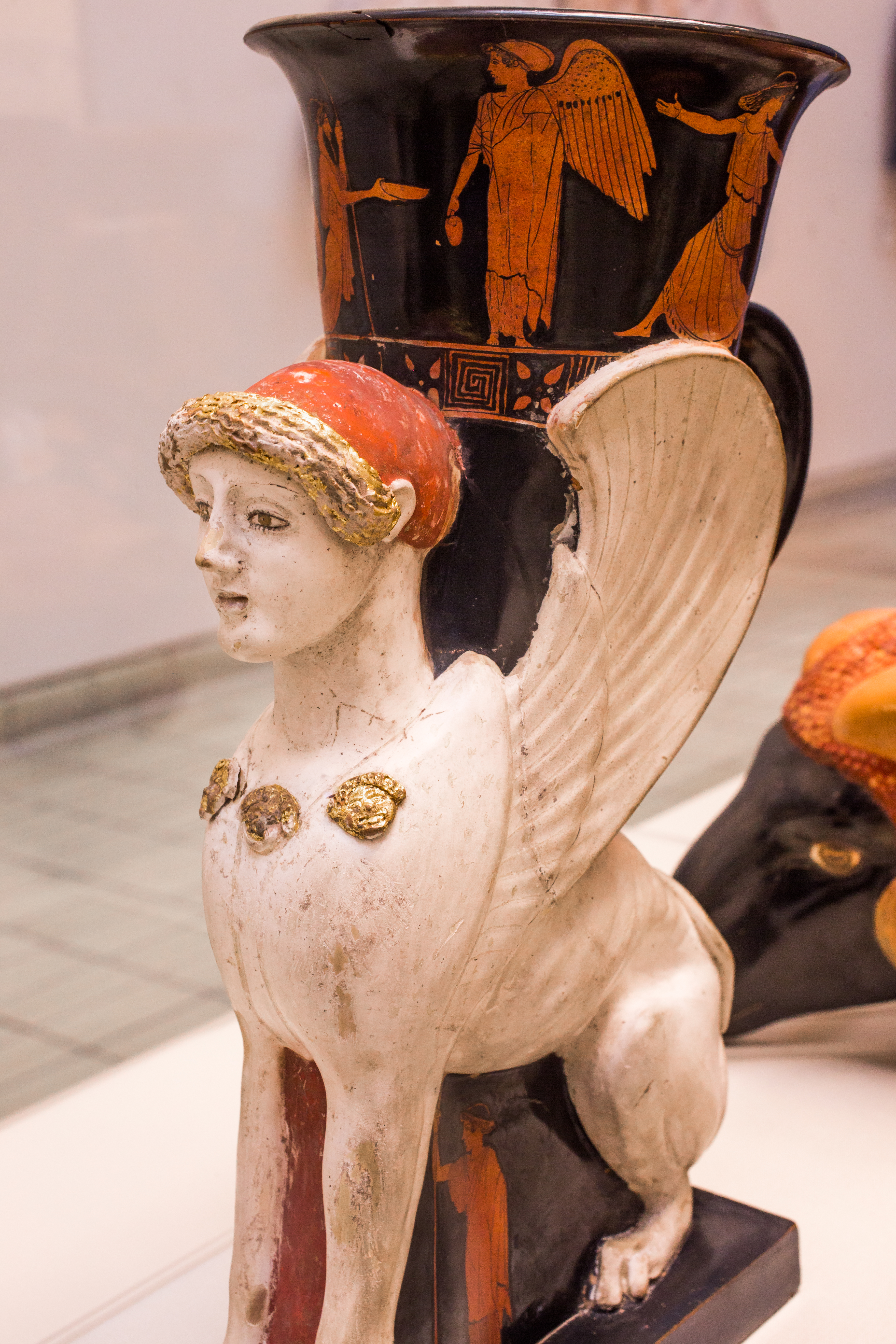
Ritón ático de figuras rojas con forma de esfinge, Museo Británico 1873,0820.265, Londres
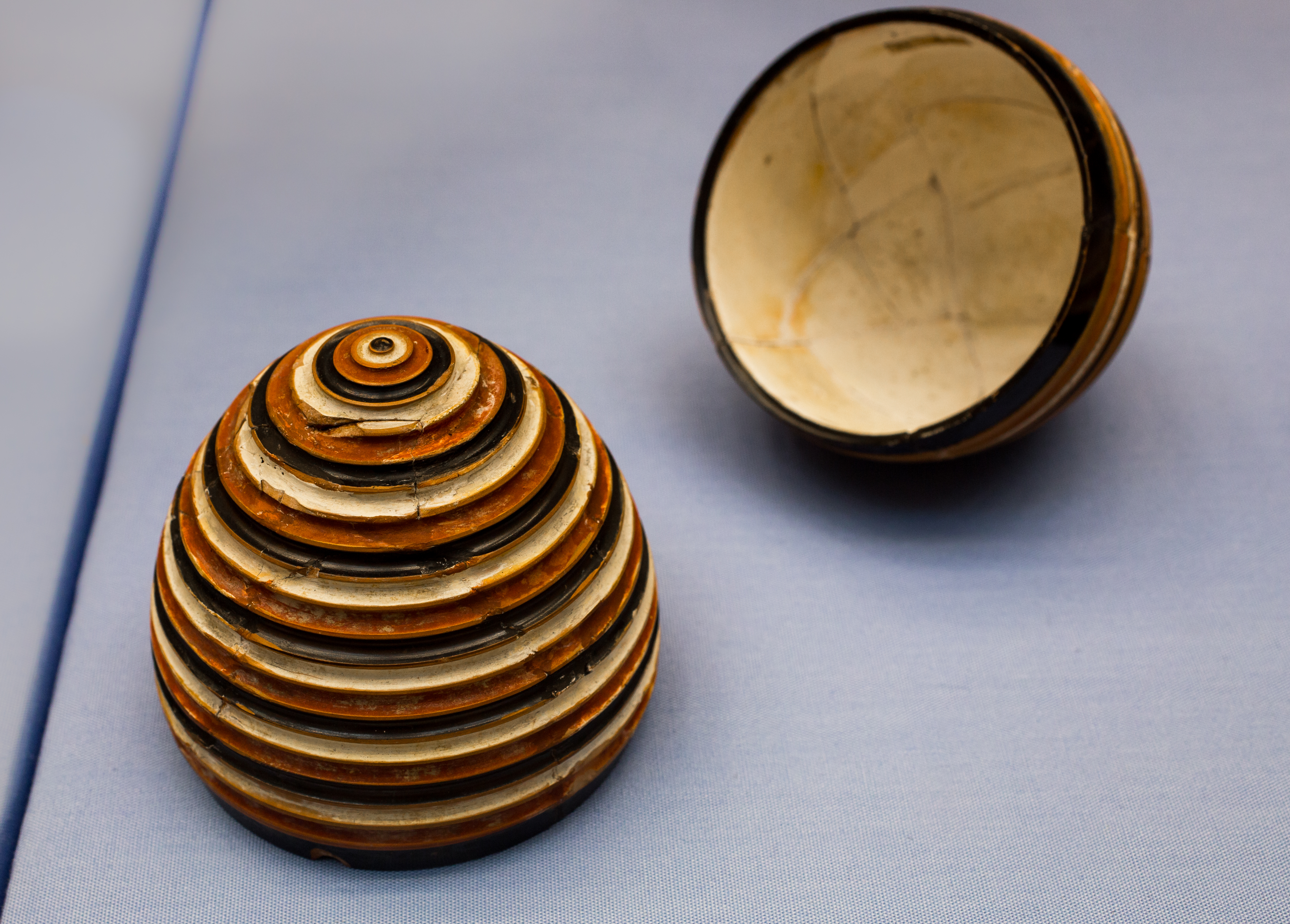
Mastos policromados áticos, Museo Británico 1894,0719.3 y 1894,0719.4, Londres